# Пакаринен, Вейкко
Вейкко Ильмари Пакаринен (фин. Veikko Ilmari Pakarinen; 12 сентября 1910 — 6 декабря 1987) — финский гимнаст, призёр Олимпийских игр.
Вейкко Пакаринен родился в 1910 году в Выборге, где позже стал совладельцем предприятия по торговле предметами одежды. В 1932 году принял участие в Олимпийских играх в Лос-Анджелесе, на которых стал обладателем бронзовой медали в командном первенстве. В 1936 году в составе финской команды завоевал бронзовую медаль на Олимпийских играх в Берлине.
По окончании советско-финляндской войны (1939—1940) переселился в город Ювяскюля и открыл собственный магазин одежды. В 1959 году Вейкко Пакаринен вместе с семьёй эмигрировал в Австралию.